# 安岛海狗
幅北毛皮海獅（学名：Arctocephalus tropicalis），又名安島海狗、亚南极海狗或幅北毛皮海豹。分布于印度洋、太平洋和大西洋南部。最早在1872年由格雷命名，模式标本产于澳大利亚南部，因此学名种名为“tropicalis”（热带）。

## 外观
和其他海獅相比，幅北毛皮海獅体型中等。雄性体长可达2米，体重160千克；而雌性则要小得多，通常体长为1.4米，体重50千克。两性个体的胸和面部均呈明显的奶橙色，而腹部则是褐色的。雄性的背部为灰黑色，雌性则为浅灰色。幼仔一出生时是黑色的，三个月大时会开始换毛。幅北毛皮海獅的鼻子短而扁平，鳍状肢短而宽。通常寿命为20-25年。

## 分布
幅北毛皮海獅的分布很广泛，如同他们的学名所示，他们的分布比南極毛皮海獅更加靠北方。南大西洋的戈夫岛（Gough Island）和南印度洋的安姆斯特丹岛（Amsterdam）是其最大的繁殖地。此外安岛海狗也会在爱德华王子群岛（Prince Edward Islands，在此他们会和南極毛皮海獅混群）、克罗泽群岛（Crozet Islands）和麦阔里岛（Macquarie Island）繁殖。
目前，全世界的幅北毛皮海獅总数有300,000只。19世纪以来，他们因毛皮而被大量捕杀，相比1810年最初发现之时数量已明显下降。近来，在南极海狮保护组织（Conservation of Antarctic Seals）的努力下，幅北毛皮海獅的种群数量正在快速回升。

## 食性
幅北毛皮海獅通常在晚上捕猎，以浅海的蛇鼻鱼（myctophid fish）和乌贼为食。